# EDM4S

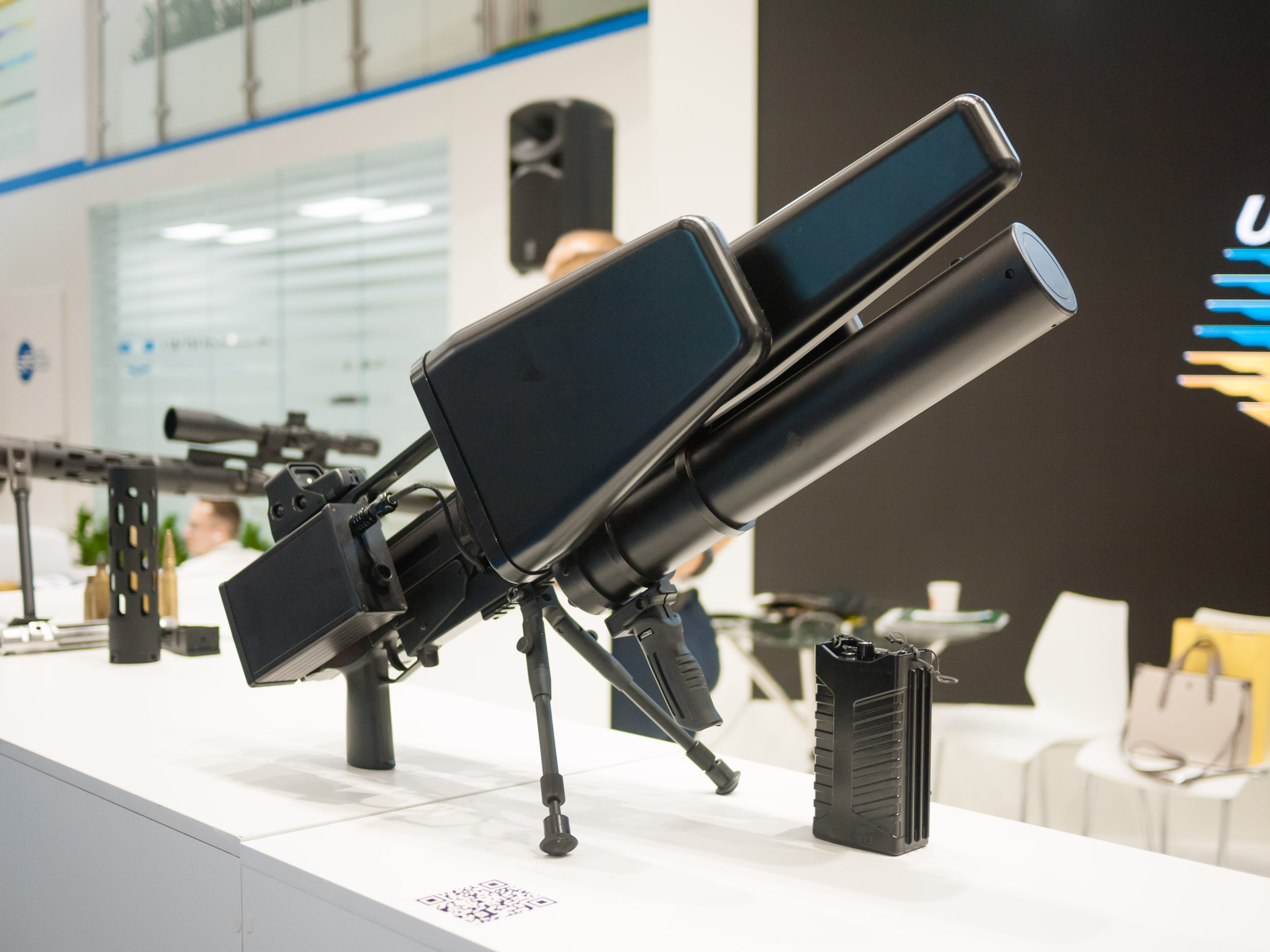
EDM4S expuesto en la Feria Militar de Kiev de 2021

El EDM4S o EDM4S SkyWiper (Electronic Drone Mitigation 4 - System), es un dispositivo anti-dron de guerra electrónica portátil fabricado por la empresa lituana NT Service. Está diseñado para interrumpir los vehículos aéreos no tripulados pequeños y medianos bloqueando los sistemas de comunicación y navegación por satélite de los vehículos aéreos no tripulados con un Pulso electromagnético

## Historia
El dispositivo fue mostrado por primera vez por la empresa NT Service (de Kaunas, Lituania) en la Exhibición de Seguridad y Contra el Terrorismo de 2019 en Londres.

## Capacidades
El dispositivo puede ser transportado por una sola persona. El operador apunta el dispositivo al UAV y lo activa para interrumpir las comunicaciones del UAV en un rango de 3 a 5 km, así como sus capacidades de navegación por satélite. Dependiendo del nivel de autonomía del UAV, puede caer del cielo, hacer un aterrizaje controlado, regresar a un punto de ruta anterior o continuar operando normalmente.
El dispositivo puede tener 4 o 6 antenas. Por defecto hay dos antenas para las bandas de frecuencia 2,4 GHz y 5,8 GHz, con una potencia de 10 W cada una, una antena para la banda GPS 1,5 GHz con una potencia de 10 W, y una antena para la banda GLONASS 1,5 GHz con una potencia de 10 W.

## Dispositivo
El dispositivo está construido en aluminio y tiene la forma de un rifle, e incluye un gatillo para activar el dispositivo y una óptica para apuntar. Pesa 5, kg y mide 1050 x 220 x 360 mm con la culata extendida (830 x 220 x 360 mm sin la culata extendida). Está alimentado por una batería de 24 V, que puede durar hasta 35 minutos.

## Uso
La versión EDM4S-UA del dispositivo, con un costo unitario de $ 15 000, fue utilizada por primera vez por las Fuerzas Armadas de Ucrania contra los drones separatistas rusos en Donbas en 2021 como parte de la Guerra Ruso-Ucraniana. Desde entonces, ha visto un mayor uso en la invasión rusa de Ucrania, derribando drones rusos como el Eleron-3. En junio de 2022, Lituania donó 110 unidades a Ucrania a un costo de 1,5 millones de euros (1,56 millones de dólares).